# Microeca fascinans
La petroica fascinante (Microeca fascinans) es una especie de ave paseriforme de la familia Petroicidae endémica de Australia y el sureste de Nueva Guinea.

## Subespecies
- Microeca fascinans assimilis
- Microeca fascinans barcoo
- Microeca fascinans fascinans
- Microeca fascinans leucophaea
- Microeca fascinans pallida
- Microeca fascinans zimmeri